# Microsema immaculata
Microsema immaculata là một loài bướm đêm trong họ Geometridae.